# Serre Salentine
A Serre Salentine egy dombvidék és tájegység Olaszország Puglia régiójában, Lecce megyében, a Salentói-félszigeten Gallipoli és Otranto városok között, a Földközi-tenger partján. Alacsony és enyhe lejtésű dombok alkotják. Legmagasabb pontja a Serra dei Cianci (201 m).
Nyugati lejtőit teraszos földművelésre használják. 
Az ókorban a dombvidéket a japigok lakták.
Települések a dombvidék területén: Aradeo, Seclì, Collepasso, Neviano és Tuglie.

## Fordítás

Az Alimino Grande tó panorámája

Ez a szócikk részben vagy egészben  a   Serre salentine című olasz Wikipédia-szócikk ezen változatának fordításán alapul.  Az eredeti cikk szerkesztőit annak laptörténete sorolja fel. Ez a jelzés csupán a megfogalmazás eredetét és a szerzői jogokat jelzi, nem szolgál a cikkben szereplő információk forrásmegjelöléseként.